# Шварц, Билл
Билл Шварц (англ. Bill Schwarz; род. 22 декабря 1951) — британский историк, специалист по постколониальной истории Британии и концу ее империи, профессор Лондонского университета королевы Марии.
Лауреат Longman–History Today Award (2013).
Изучал английский язык и историю в Йоркском университете, затем занимался в Центре современных исследований в Бирмингеме. Преподавал в Уорике, Университете Восточного Лондона, Голдсмитс. С 2004 года в Лондонском университете королевы Марии. Редактор History Workshop Journal (с 1989) и генредактор, вместе с Catherine Hall, серии Duke University Press «The Writings of Stuart Hall».
Автор The Churchill Myths (Oxford: Oxford University Press, 2020) {Рец.}, рассматривающей образ Черчилля в социальной памяти. Одной из лучших книг о брексите назвал ее Nick Cohen.
Редактор посмертно вышедших мемуаров Стюарта Холла Familiar Stranger: A Life Between Two Islands (London: Penguin, and Durham: Duke University Press, 2017).